# L'aurora boreale
L'aurora boreale (Northern Lights) è un film per la televisione del 1997 diretto da Linda Yellen, con protagonista Diane Keaton.

## Trama
Una telefonata alquanto strana informa Roberta che suo fratello è morto in una piccola città sotto strane circostanze. Ben, suo miglior amico del college, riceve anche lui la stessa chiamata.
Arrivata al suo funerale, la situazione diventa quasi bizzarra con protagonisti gli eccentrici amici di Frank.
Ben e Roberta rimangono scioccati quando scoprono che Frank non solo aveva un bambino, ma che inoltre fu responsabile della scomparsa del figlio.

## Produzione
Fu girato a Vancouver, in Canada.

## Riconoscimenti
- 1998 - Young Artist Award al miglior giovane attore protagonista a Joseph Cross.